# Huemal
Huemal (Hippocamelus) – rodzaj ssaków z podrodziny saren (Capreolinae) w obrębie rodziny jeleniowatych (Cervidae).

## Rozmieszczenie geograficzne
Rodzaj obejmuje gatunki występujące w Ameryce Południowej.

## Morfologia
Długość ciała 140–195 cm, długość ogona 12–15 cm, wysokość w kłębie samic 70–85 cm, samców 75–90 cm; masa ciała samic 45–70 kg, samców 55–75 kg. Huemale wyróżniają się krótkimi kończynami i bardzo długimi uszami. Poroża są słabo rozgałęzione o długości 22–25 cm.

## Systematyka
Rodzaj zdefiniował w 1816 roku niemiecki lekarz i przyrodnik Friedrich Sigismund Leuckart w publikacji swojego autorstwa dotyczącej nowego gatunku jelenia. Gatunkiem typowym jest (oznaczenie monotypowe) huemal chilijski (H. bisulcus).

### Etymologia
- Hippocamelus: gr. ίππος íppos ‘koń’; καμήλος kamēlos ‘wielbłąd’[13].
- Cervequus: łac. cervus ‘jeleń’; equus, equi ‘koń’[14]. Gatunek typowy (oznaczenie monotypowe): Cervus (Cervequus) andicus Lesson, 1842 (= Equus bisulcus G.I. Molina, 1792).
- Furcifer: łac. furcifer ‘uchwyt na widły’, od furca ‘widły z dwoma ostrzami’, od ferre ‘pielęgnować’; -fera ‘noszący’, od ferre ‘nosić, przynosić’[15]. Gatunek typowy (oznaczenie monotypowe): Cervus antisensis d’Orbigny, 1834.
- Anomolocera: gr. ανωμαλος anōmalos ‘nierówny, dziwny’, od negatywnego przedrostka αν- an-; ομαλος omalos ‘równy’; κερας keras, κερατος keratos ‘róg’[16]. Gatunek typowy (oznaczenie monotypowe): Anomalocera huamel J.E. Gray, 1869 (= Cervus antisensis d’Orbigny, 1834).
- Xenelaphus: gr. ξενος xenos ‘obcy, dziwny’; ελαφος elaphos ‘jeleń’[17].
- Huamela: araukańska nazwa guamul, guemul, huamul lub huamel dla huemala[18]. Gatunek typowy (oznaczenie monotypowe): Capreolus leucotis J.E. Gray, 1849 (= Cervus antisensis d’Orbigny, 1834).
- Creagroceros: gr. κρεαγρα kreagra „hak do mięsa, hak”, od κρεας kreas, κρεως kreōs „mięso”; κερας keras, κερατος keratos „róg”[19].

### Podział systematyczny
Do rodzaju należą następujące występujące współcześnie gatunki:
| Grafika | Gatunek                 | Autor i rok opisu   | Nazwa zwyczajowa   | Podgatunki         | Rozmieszczenie geograficzne                                                                                | Podstawowe wymiary                       | Status IUCN |
| ------- | ----------------------- | ------------------- | ------------------ | ------------------ | --- | ---------------------------------------- | ----------- |
|         | Hippocamelus antisensis | (d’Orbigny, 1834)   | huemal peruwiański | gatunek monotypowy | Andy w Peru, Boliwii, północnym Chile i północno-zachodniej Argentynie; zakres wysokości: do 5000 m n.p.m. | DC: 140–150 cm DO: 11–12 cm MC: 45–60 kg | VU          |
|         | Hippocamelus bisulcus   | (G.I. Molina, 1792) | huemal chilijski   | gatunek monotypowy | Andy w południowym Chile i południowej Argentynie; zakres wysokości: 0–3000 m n.p.m.                       | DC: 155–165 cm DO: 13–15 cm MC: 60–75 kg | EN          |

Kategorie IUCN:  VU  – gatunek narażony,  EN  – gatunek zagrożony.
Opisano również wymarły gatunek z fanerozoiku dzisiejszej Argentyny:
- Hippocamelus sulcatus (F. Ameghino, 1888)